# Scapulaseius linharis
Scapulaseius linharis är en spindeldjursart som först beskrevs av E.M. El-Banhawy 1984.  Scapulaseius linharis ingår i släktet Scapulaseius och familjen Phytoseiidae. Inga underarter finns listade i Catalogue of Life.